# Osmo Järvi
Osmo Henrik Järvi, född 1 januari 1911 i Helsingfors, död 21 mars 2000 i Åbo, var en finländsk medicinprofessor och rektor vid Åbo universitet. Han var son till zoologen Toivo Järvi och bror till arkitekten Jorma Järvi.
Järvi blev medicine och kirurgie doktor 1937. Han var 1944–1976 professor i patologisk anatomi vid Åbo universitet och under perioden 1944–1960 i två repriser dess rektor. År 1980 utnämndes han också till hedersdoktor vid detta lärosäte.
Järvis omfattande vetenskapliga verksamhet koncentrerades kring olika cancerproblem; speciellt värdefull var hans nya klassificering av olika typer av magcancer. Han utgav 1967 essäsamlingen Pohdintaa. 